# Riccardo Saponara
Riccardo Saponara (Forlì, 21 dicembre 1991) è un ex calciatore italiano, di ruolo centrocampista o attaccante, collaboratore tecnico della Carrarese.

## Caratteristiche tecniche
Saponara era un trequartista capace di abbinare a tecnica e forza anche velocità e doti nel dribbling, senza dimenticare la fase difensiva. Poteva agire anche come mezzala o ala offensiva.
Pur essendo apprezzato per le diverse giocate spettacolari mostrate nel corso degli anni, i progressi della sua carriera sono stati limitati da alcuni problemi fisici ricorrenti e, anche per ammissione dello stesso calciatore, alcuni limiti caratteriali, entrambi fattori che hanno inciso sulla continuità del suo rendimento in campo.

## Carriera

### Club

#### Gli inizi, Ravenna
Nato a Forlì da genitori originari di Palazzo San Gervasio, Basilicata, e cresciuto nelle giovanili della Sammartinese e dello Sporting Forlì, nell'estate del 2007 viene ceduto al Ravenna, in Serie B, che lo schiera nella formazione Primavera. Nella stagione 2008-2009 la squadra giallorossa disputa la Lega Pro Prima Divisione e Saponara viene inserito in prima squadra dall'allenatore Gianluca Atzori, dove colleziona 7 presenze, di cui una in Coppa Italia contro il Genoa e 3 in Coppa Italia Lega Pro.

#### Empoli e Milan
Il 24 gennaio 2009 passa in compartecipazione all'Empoli per 750.000 euro. Il 25 giugno 2010, dopo due stagioni nella selezione Primavera, la squadra toscana acquista l'intero cartellino del giocatore dal Ravenna per 500.000 euro. Debutta in prima squadra il 13 novembre seguente, in occasione della partita di Serie B vinta per 3-0 contro l'Atalanta. La sua prima stagione all'Empoli si conclude con 17 presenze in campionato, di cui 7 da titolare.
Nella stagione seguente mette a segno la sua prima rete da professionista, nel corso del match del 26 settembre 2011 contro la Reggina (3-2). Durante la seconda annata in prima squadra totalizza 30 presenze in Serie B, di cui 21 da titolare, 2 nei play-out (che vedono i toscani vincitori nella doppia sfida contro il Vicenza) e 2 in Coppa Italia. Il 1º settembre 2012, nel corso della stagione 2012-2013, segna la sua prima doppietta da professionista, in occasione della partita pareggiata per 2-2 contro il Novara. Dopo la prima parte di stagione con 18 presenze, 8 gol e 7 assist, il 21 gennaio 2013 il Milan acquisisce il 50% del suo cartellino per 3,8 milioni di euro; il calciatore romagnolo resta comunque in prestito alla squadra toscana fino al termine della stagione.
L'Empoli si classifica al 4º posto in campionato, assicurandosi la partecipazione ai play-off, che vedono gli azzurri perdere in finale contro il Livorno. In totale, Saponara gioca 40 partite e segna 13 reti. Scaduto il prestito, inizia la sua avventura con i rossoneri, scegliendo di indossare la maglia numero 8. Debutta con la società milanese il 27 ottobre 2013, in occasione della 9ª giornata di campionato, nella partita persa per 3-2 in casa del Parma. Il 22 dicembre seguente viene schierato per la prima volta come titolare nel derby contro l'Inter (sconfitta per 1-0). Il 20 giugno 2014 il Milan acquisisce l'intero cartellino del giocatore riscattandone la seconda metà dall'Empoli. Al Milan, anche a causa di problemi fisici, non è riuscito a imporsi in un anno e mezzo di militanza.

#### Ritorno a Empoli
Il 16 gennaio 2015 fa ritorno a Empoli con la formula del prestito con diritto di riscatto. Fa il suo debutto quattro giorni dopo in Roma-Empoli 2-1 di Coppa Italia. Esordisce in campionato dieci giorni dopo in Empoli-Udinese 1-2, segnando il gol del momentaneo 1-1 su calcio di rigore; questo è il suo primo gol in Serie A oltre al primo gol nella sua seconda esperienza toscana. Il 22 marzo segna la sua prima doppietta nel match Empoli-Sassuolo 3-1. Il 13 maggio 2015 viene riscattato dall'Empoli che ne acquisisce l'intero cartellino per 4 milioni di euro.
Il 23 agosto 2015 segna alla prima di campionato contro il Chievo il gol del momentaneo 1-0 (partita poi vinta dal Chievo per 1-3), si ripete nella seconda giornata di campionato segnando il suo secondo gol stagionale durante la partita persa per 2-1 contro la sua ex-squadra del Milan. Si ripete di nuovo alla terza giornata contro il Napoli mettendo a segno la rete del 1-0. Si ripete ancora contro il Palermo, siglando il gol decisivo dell'1-0 che porterà il suo Empoli alla vittoria.

#### Fiorentina
Il 28 gennaio 2017 viene ceduto in prestito oneroso alla Fiorentina per 1 milione di euro fino al 30 giugno 2018, con obbligo di riscatto fissato a 8 milioni. Esordisce l'11 febbraio in campionato in Fiorentina-Udinese (3-0), entrando al 74' al posto di Matías Vecino. Segna il suo primo gol in maglia viola il 27 febbraio in Fiorentina-Torino (2-2). Chiude la prima stagione in viola con due reti in 11 presenze.
In quella successiva gioca saltuariamente e senza incidere, concludendo con appena 18 presenze e nessuna rete.

#### Sampdoria
Il 17 agosto 2018, nelle ultime ore della sessione estiva di calciomercato, la Sampdoria annuncia il suo acquisto in prestito con diritto di riscatto dalla Fiorentina. Esordisce in blucerchiato il 26 agosto nella partita di campionato persa per 1-0 contro l'Udinese, subentrando nel secondo tempo al posto di Gaston Ramirez. Segna il primo gol con la Samp il 28 ottobre in occasione della sconfitta in casa del Milan (3-2). Sigla 2 reti in 22 presenze in campionato, in una stagione segnata da poco minutaggio e frequenti infortuni.

#### Genoa e Lecce
Tornato alla Fiorentina, il successivo 7 agosto viene ceduto nuovamente in prestito, questa volta al Genoa. Debutta il 16 agosto segnando il secondo gol del Genoa nella partita vinta per 4-1 contro l'Imolese valida per il terzo turno di Coppa Italia, ma colleziona solo 4 presenze in campionato con i rossoblù.
Il 22 gennaio 2020 si trasferisce in prestito al Lecce. Esordisce in maglia giallorossa il 2 febbraio nella partita vinta per 4-0 in casa contro il Torino, mentre il primo gol con il Lecce lo realizza il 1º marzo, in Lecce-Atalanta (2-7).

#### Ritorno a Firenze e il prestito allo Spezia
Rientrato alla Fiorentina per fine prestito, nella nuova stagione resta ai margini della rosa dei toscani, disputando soltanto 2 partite di Serie A e una di Coppa Italia; perciò il 5 gennaio 2021 passa a titolo temporaneo con diritto di opzione allo Spezia. Compie il proprio debutto con il club spezzino il giorno seguente, nella partita vinta per 2-1 in casa del Napoli; mentre il 19 gennaio 2021 segna i primi gol con lo Spezia, nella partita vinta per 2-4 in casa della Roma dopo i tempi supplementari (successivamente trasformato in 0-3 a tavolino a causa del sesto cambio effettuato dai giallorossi durante i tempi supplementari), valida per gli ottavi di finale di Coppa Italia. Per quanto riguarda Serie A realizza la sua prima rete nella manifestazione con gli spezzini il 1º maggio 2021 fissando sull'1-1 il punteggio della sfida contro il Verona.

#### Fiorentina, il rientro con Vincenzo Italiano
Rientrato, ancora una volta, per fine prestito si trova nuovamente al servizio del tecnico Vincenzo Italiano dopo l'esperienza nella stagione precedente. Dopo aver chiesto di restare, la società lo conferma nella rosa per la stagione 2021-2022, mentre Saponara riesce a trovare una certa continuità tanto da essere scelto dai tifosi come "Giocatore del mese" a ottobre 2021.
Trova la prima rete in campionato contro il Genoa, mentre segna un gol decisivo nella sfida contro la sua ex squadra, il Milan, quando la Fiorentina batte per 4-3 la capolista. L'ottima stagione - con 3 gol e 4 assist tra campionato e Coppa Italia - gli vale il rinnovo del contratto con la squadra gigliata per un'ulteriore stagione.
Nella stagione 2022-23, confermato ancora dal tecnico, fa il suo esordio in una competizione internazionale per club, giocando tutte le partite del girone di Conference League: il 3 novembre segna contro la squadra del RFS Riga il gol del definitivo 3-0, premiato come "Gol della settimana" dalla stessa UEFA. Contro il Sassuolo, il 7 gennaio 2023, mette a segno la prima rete stagionale in campionato. Sempre più presente in campo, a febbraio segna ancora in campionato contro il Bologna, mentre in Conference realizza il momentaneo pari nella vittoria interna contro il Braga. Torna al gol nella sconfitta di Monza, mentre nell'ultima partita di campionato è protagonista nella vittoria esterna contro il Sassuolo con un gol e un assist.
Dopo essere subentrato nel secondo tempo nella finale della UEFA Europa Conference League 2022-2023, il 17 giugno seguente anticipa sui suoi profili social di aver lasciato definitivamente la Fiorentina dopo aver totalizzato 11 gol e 18 assist in 107 presenze con la maglia viola.

#### Hellas Verona e Ankaragücü con ritiro
Il 21 luglio 2023, Saponara si accasa ufficialmente al Verona, sempre in Serie A, con cui firma un contratto annuale. Dopo soli sei mesi chiude la sua esperienza veronese con 14 presenze.
Il 30 gennaio 2024 viene ceduto a titolo definitivo all'Ankaragücü, in cui milita sino al 26 febbraio 2025, per poi svincolarsi.
Il 20 luglio 2025 annuncia il ritiro dal calcio giocato a solo 33 anni.

### Nazionale
Saponara vanta 26 presenze e 3 gol con le varie nazionali giovanili italiane. Il 22 settembre 2009 esordisce con la maglia dell'Under 19, subentrando all'inizio del secondo tempo del match amichevole perso per 4-1 contro i pari età della Danimarca.
Colleziona la sua prima presenza in Under-21 l'8 febbraio 2011, nella partita Italia-Inghilterra terminata sul punteggio di 1-0 per gli azzurrini e realizza il suo primo gol il 13 aprile seguente, in occasione della vittoria per 2-0 contro la Russia. Nel maggio del 2011 viene convocato dal commissario tecnico Ciro Ferrara in vista del Torneo di Tolone, in cui scende in campo in tutte le partite. Partecipa anche all'europeo Under-21 in Israele nel 2013 e va a segno nella seconda partita della fase a gironi vinta per 4-0 proprio contro i padroni di casa dell'Israele. In questa competizione, sotto la guida del CT Devis Mangia, Saponara colleziona 3 presenze, compresa la finale persa per 4-2 contro la Spagna, e 1 gol.

### Dopo il ritiro
Nell’estate del 2025 decide di ritirarsi ed entra a far parte dello staff di Antonio Calabro alla Carrarese come collaboratore tecnico.

## Statistiche

### Presenze e reti nei club
Statistiche aggiornate al 20 luglio 2025.
| Stagione          | Squadra           | Campionato        | Campionato | Campionato | Coppe nazionali | Coppe nazionali | Coppe nazionali | Coppe continentali | Coppe continentali | Coppe continentali | Altre coppe | Altre coppe | Altre coppe | Totale | Totale |
| Stagione          | Squadra           | Comp              | Pres       | Reti       | Comp            | Pres            | Reti            | Comp               | Pres               | Reti               | Comp        | Pres        | Reti        | Pres   | Reti   |
| ----------------- | ----------------- | ----------------- | ---------- | ---------- | --------------- | --------------- | --------------- | ------------------ | ------------------ | ------------------ | ----------- | ----------- | ----------- | ------ | ------ |
| 2008-2009         | Ravenna           | 1D                | 3          | 0          | CI+CI-LP        | 1+3             | 0               | -                  | -                  | -                  | -           | -           | -           | 7      | 0      |
| 2009-2010         | Empoli            | B                 | 0          | 0          | CI              | 0               | 0               | -                  | -                  | -                  | -           | -           | -           | 0      | 0      |
| 2010-2011         | Empoli            | B                 | 17         | 0          | CI              | 0               | 0               | -                  | -                  | -                  | -           | -           | -           | 17     | 0      |
| 2011-2012         | Empoli            | B                 | 30+2       | 1          | CI              | 2               | 0               | -                  | -                  | -                  | -           | -           | -           | 34     | 1      |
| 2012-2013         | Empoli            | B                 | 36+4       | 11+2       | CI              | 0               | 0               | -                  | -                  | -                  | -           | -           | -           | 40     | 13     |
| 2013-2014         | Milan             | A                 | 7          | 0          | CI              | 0               | 0               | UCL                | -                  | -                  | -           | -           | -           | 7      | 0      |
| 2014-gen. 2015    | Milan             | A                 | 1          | 0          | CI              | 0               | 0               | -                  | -                  | -                  | -           | -           | -           | 1      | 0      |
| Totale Milan      | Totale Milan      | Totale Milan      | 8          | 0          |                 | 0               | 0               |                    | -                  | -                  |             | -           | -           | 8      | 0      |
| gen.-giu. 2015    | Empoli            | A                 | 17         | 7          | CI              | 1               | 0               | -                  | -                  | -                  | -           | -           | -           | 18     | 7      |
| 2015-2016         | Empoli            | A                 | 33         | 5          | CI              | 1               | 0               | -                  | -                  | -                  | -           | -           | -           | 34     | 5      |
| 2016-gen. 2017    | Empoli            | A                 | 18         | 2          | CI              | 1               | 0               | -                  | -                  | -                  | -           | -           | -           | 19     | 2      |
| Totale Empoli     | Totale Empoli     | Totale Empoli     | 151+6      | 26+2       |                 | 5               | 0               |                    | -                  | -                  |             | -           | -           | 162    | 28     |
| gen.-giu. 2017    | Fiorentina        | A                 | 11         | 2          | CI              | -               | -               | UEL                | 0                  | 0                  | -           | -           | -           | 11     | 2      |
| 2017-2018         | Fiorentina        | A                 | 18         | 0          | CI              | 2               | 0               | -                  | -                  | -                  | -           | -           | -           | 20     | 0      |
| 2018-2019         | Sampdoria         | A                 | 22         | 2          | CI              | 2               | 0               | -                  | -                  | -                  | -           | -           | -           | 24     | 2      |
| 2019-gen. 2020    | Genoa             | A                 | 4          | 0          | CI              | 1               | 1               | -                  | -                  | -                  | -           | -           | -           | 5      | 1      |
| gen.-giu. 2020    | Lecce             | A                 | 13         | 2          | CI              | -               | -               | -                  | -                  | -                  | -           | -           | -           | 13     | 2      |
| 2020-gen. 2021    | Fiorentina        | A                 | 2          | 0          | CI              | 1               | 0               | -                  | -                  | -                  | -           | -           | -           | 3      | 0      |
| gen.-giu. 2021    | Spezia            | A                 | 11         | 2          | CI              | 1               | 2               | -                  | -                  | -                  | -           | -           | -           | 12     | 4      |
| 2021-2022         | Fiorentina        | A                 | 29         | 3          | CI              | 5               | 0               | -                  | -                  | -                  | -           | -           | -           | 34     | 3      |
| 2022-2023         | Fiorentina        | A                 | 29         | 4          | CI              | 0               | 0               | UECL               | 10                 | 2                  | -           | -           | -           | 39     | 6      |
| Totale Fiorentina | Totale Fiorentina | Totale Fiorentina | 89         | 9          |                 | 8               | 0               |                    | 10                 | 2                  |             | -           | -           | 107    | 11     |
| 2023-gen. 2024    | Verona            | A                 | 12         | 0          | CI              | 2               | 0               | -                  | -                  | -                  | -           | -           | -           | 14     | 0      |
| gen.-giu. 2024    | Ankaragücü        | SL                | 8          | 0          | TK              | 2               | 0               | -                  | -                  | -                  | -           | -           | -           | 10     | 0      |
| 2024-2025         | Ankaragücü        | 1L                | 13         | 2          | TK              | 2               | 1               | -                  | -                  | -                  | -           | -           | -           | 15     | 3      |
| Totale Ankaragücü | Totale Ankaragücü | Totale Ankaragücü | 21         | 2          |                 | 4               | 1               |                    | -                  | -                  |             | -           | -           | 25     | 3      |
| Totale carriera   | Totale carriera   | Totale carriera   | 340        | 45         |                 | 27              | 4               |                    | 10                 | 2                  |             | -           | -           | 377    | 51     |

### Cronologia presenze e reti in nazionale
| Cronologia completa delle presenze e delle reti in nazionale ― Italia under 21 | Cronologia completa delle presenze e delle reti in nazionale ― Italia under 21 | Cronologia completa delle presenze e delle reti in nazionale ― Italia under 21 | Cronologia completa delle presenze e delle reti in nazionale ― Italia under 21 | Cronologia completa delle presenze e delle reti in nazionale ― Italia under 21 | Cronologia completa delle presenze e delle reti in nazionale ― Italia under 21 | Cronologia completa delle presenze e delle reti in nazionale ― Italia under 21 | Cronologia completa delle presenze e delle reti in nazionale ― Italia under 21 |
| Data                                                                           | Città                                                                          | In casa                                                                        | Risultato                                                                      | Ospiti                                                                         | Competizione                                                                   | Reti                                                                           | Note                                                                           |
| ------------------------------------------------------------------------------ | ------------------------------------------------------------------------------ | ------------------------------------------------------------------------------ | ------------------------------------------------------------------------------ | ------------------------------------------------------------------------------ | ------------------------------------------------------------------------------ | ------------------------------------------------------------------------------ | ------------------------------------------------------------------------------ |
| 8-2-2011                                                                       | Empoli                                                                         | Italia under 21                                                                | 1 – 0                                                                          | Inghilterra under 21                                                           | Amichevole                                                                     | -                                                                              |                                                                                |
| 24-3-2011                                                                      | Reggio Emilia                                                                  | Italia under 21                                                                | 3 – 1                                                                          | Svezia under 21                                                                | Amichevole                                                                     | -                                                                              |                                                                                |
| 29-3-2011                                                                      | Kassel                                                                         | Germania under 21                                                              | 2 – 2                                                                          | Italia under 21                                                                | Amichevole                                                                     | -                                                                              |                                                                                |
| 13-4-2011                                                                      | Padova                                                                         | Italia under 21                                                                | 2 – 0                                                                          | Russia under 21                                                                | Amichevole                                                                     | 1                                                                              |                                                                                |
| 1-6-2011                                                                       | Tolone                                                                         | Costa d'Avorio under 21                                                        | 0 – 2                                                                          | Italia under 21                                                                | Torneo di Tolone 2011 - Girone A                                               | -                                                                              |                                                                                |
| 3-6-2011                                                                       | Saint-Raphaël                                                                  | Italia under 21                                                                | 1 – 1                                                                          | Portogallo under 20                                                            | Torneo di Tolone 2011 - Girone A                                               | -                                                                              |                                                                                |
| 5-6-2011                                                                       | Le Lavandou                                                                    | Italia under 21                                                                | 1 – 1                                                                          | Colombia under 20                                                              | Torneo di Tolone 2011 - Girone A                                               | -                                                                              |                                                                                |
| 8-6-2011                                                                       | Tolone                                                                         | Francia under 20                                                               | 1 – 0                                                                          | Italia under 21                                                                | Torneo di Tolone 2011 - Semifinale                                             | -                                                                              |                                                                                |
| 10-6-2011                                                                      | Tolone                                                                         | Messico under 20                                                               | 1 – 1 (4 – 5 dtr)                                                              | Italia under 21                                                                | Torneo di Tolone 2011 - Finale 3º posto                                        | -                                                                              |                                                                                |
| 6-9-2011                                                                       | Székesfehérvár                                                                 | Ungheria under 21                                                              | 0 – 3                                                                          | Italia under 21                                                                | Qual. Europeo Under-21 2013                                                    | -                                                                              |                                                                                |
| 11-10-2011                                                                     | Rieti                                                                          | Italia under 21                                                                | 2 – 0                                                                          | Turchia under 21                                                               | Qual. Europeo Under-21 2013                                                    | 1                                                                              |                                                                                |
| 10-11-2011                                                                     | Istanbul                                                                       | Turchia under 21                                                               | 0 – 2                                                                          | Italia under 21                                                                | Qual. Europeo Under-21 2013                                                    | -                                                                              |                                                                                |
| 28-2-2012                                                                      | Cannes                                                                         | Francia under 21                                                               | 1 – 1                                                                          | Italia under 21                                                                | Amichevole                                                                     | -                                                                              |                                                                                |
| 12-10-2012                                                                     | Pescara                                                                        | Italia under 21                                                                | 1 – 0                                                                          | Svezia under 21                                                                | Qual. Europeo Under-21 2013                                                    | -                                                                              |                                                                                |
| 16-10-2012                                                                     | Kalmar                                                                         | Svezia under 21                                                                | 2 – 3                                                                          | Italia under 21                                                                | Qual. Europeo Under-21 2013                                                    | -                                                                              |                                                                                |
| 13-11-2012                                                                     | Siena                                                                          | Italia under 21                                                                | 1 – 3                                                                          | Spagna under 21                                                                | Amichevole                                                                     | -                                                                              |                                                                                |
| 6-2-2013                                                                       | Andria                                                                         | Italia under 21                                                                | 1 – 0                                                                          | Germania under 21                                                              | Amichevole                                                                     | -                                                                              |                                                                                |
| 22-3-2013                                                                      | Cittadella                                                                     | Italia under 21                                                                | 2 – 0                                                                          | Russia under 21                                                                | Amichevole                                                                     | -                                                                              |                                                                                |
| 25-3-2013                                                                      | Bassano del Grappa                                                             | Italia under 21                                                                | 1 – 0                                                                          | Ucraina under 21                                                               | Amichevole                                                                     | -                                                                              |                                                                                |
| 8-6-2013                                                                       | Tel Aviv                                                                       | Italia under 21                                                                | 4 – 0                                                                          | Israele under 21                                                               | Europeo Under-21 2013 - 1º turno                                               | 1                                                                              |                                                                                |
| 11-6-2013                                                                      | Tel Aviv                                                                       | Norvegia under 21                                                              | 1 – 1                                                                          | Italia under 21                                                                | Europeo Under-21 2013 - 1º turno                                               | -                                                                              |                                                                                |
| 18-6-2013                                                                      | Gerusalemme                                                                    | Italia under 21                                                                | 2 – 4                                                                          | Spagna under 21                                                                | Europeo Under-21 2013 - Finale                                                 | -                                                                              |                                                                                |
| Totale                                                                         |                                                                                | Presenze                                                                       | 22                                                                             |                                                                                | Reti                                                                           | 3                                                                              |                                                                                |